# Iris Lindholm
Iris Ingegerd Lindholm, född Lövin den 18 oktober 1923 i Falun, död den 21 oktober 2013 i Ystad, var en svensk textilkonstnär och bildkonstnär.
Hon var dotter till direktören Gunnar Arvid Lövin och Signe Maria Kristina Bergström och från 1948 gift med Louis Lindholm. Hon studerade målning vid Otte Skölds målarskola i Stockholm 1944 men var autodidakt som textilkonstnär. Separat ställde hon ut i bland annat i Stockholm, Gävle och Ystad samt medverkade i ett stort antal samlingsutställningar från 1964, bland annat med Dalarnas konstförening och Nationalmuseums Unga tecknare. Hennes konst består av stilleben, porträtt, figurer men huvudsakligen av litografier med motiv från Österlen samt vävda gobelänger efter egna mönster. Bland hennes offentlig arbeten märks utsmyckningar i Söderhamn, Gävle, Hofors, Kristianstad, Ängelholm och Borås. Lindholm är representerad vid Nationalmuseum, Ystads konstmuseum och Statens konstråd. Hon är gravsatt i Simrishamns minneslund.